# オトナになるもん!
『オトナになるもん!』は、中原杏による日本の漫画作品。「ちゃお」（小学館）に2003年11月号から2004年1月号まで連載された。また「ちゃおデラックス」（同）において通算2回番外編が掲載されている。単行本は2004年7月に初版が発行され、中原の読み切り作品『純情キラリン★ガール』も収録されている。
当項目では各番外編および『純情キラリン★ガール』についても記述する。

## 概要
中原杏にとって4作目の連載作品。幼なじみの高校生の少年にあこがれているものの子供扱いされている小学生の少女が、外見を大人らしく見せようと努力する日々を描いている。

## 『オトナになるもん!』の登場人物
桃井 ななせ（ももい ななせ）
主人公。小学六年生の女の子である。
幼なじみの隼人にあこがれしばしば高校に乱入したりしているが、幼児体型にコンプレックスを持ち、外見を大人らしく見せるような努力を続けている。とある店で偶然見かけたアイシャドウは不思議が秘められ、アイシャドウをつけることで16歳位の大人の外見に変身する。大人の時使った名前は「セナ」。
金魚が好きで、グッズもたくさん持っている。
隼人（はやと）
ななせの幼なじみ。
ハンサムな外見でななせに優しく接しているが、しばしば子供扱いしがちである。大人の姿に変身したななせとデートをすることになる。
山科 初子（やましな ういこ）
番外編に登場。
サッカーが得意な女の子で、外見も口調も男子そのものである。しかし、好きなアイドルの塚本忍の雑誌のデート企画に応募するために（応募資格が16歳以上なので）ななせのアイシャドーで大人の外見に変身した。
塚本 忍（つかもと しのぶ）
番外編に登場。雑誌等で有名な美少年。
初子は興味のないフリをしているが、実は隠れファン。しかしアイシャドウで初子とデートすることになる。
久賀（くが）
番外編に登場。
人気モデルでななせが年齢と名前を偽ってつきあったりする。

## 『純情キラリン★ガール』の登場人物
吉井 奈々（よしい なな）
主人公。おしゃれや流行に敏感な中学生。
幼なじみの晴生の秘密を知っている。晴生は実はハンサムであることを証明するために様々な服を買ったりしている。
水森 晴生（みずもり はるき）
奈々の幼なじみ。
現在は漫画雑誌を学校で読み、瓶底眼鏡（レンズが厚い眼鏡）を掛けていると言った典型的オタクの外見だが、眼鏡を取った容姿はハンサム（「オトナになるもん!」の隼人とそっくり）である。奈々には優しく接し、誕生日にプレゼントをあげたりしている。
晴生が使用している眼鏡は中原の後作品である『きらりん☆レボリューション』の登場人物で変装時に同じような瓶底の眼鏡を使用している登場人物が存在する。

## 特記事項
- 両作品とも井の尻公園という架空の公園が登場するが、実在の井の頭公園とはいっさい関係がない。また後作品の『きらりん☆レボリューション』にも同名の公園が登場する。